# 新井豆爾
新井豆爾（あらい まめじ、本名：春美、1954年 - ）は祇園甲部の芸妓、京舞井上流名取。京都市下京区出身。

## 来歴
新井豆爾は京都の花街、島原（当時は六花街の1つで後に花街連合から離脱）の芸妓・小育の次女として生まれ、姉は芸妓・ひろ次であった。幼少の頃、舞妓に憧れるが島原には舞妓が無く、母の知人の紹介により祇園甲部の置屋に奉公。そのため三味線、鳴り物以外、島原の流派であった花柳流は習得しなかった。だが唯一、祇園に行く前、「六花街合同舞踊」で姉と共に花柳流で踊りを披露したことがあった。
春美は祇園で井上流、礼儀作法を学び、1969年、舞妓として店出し（披露）し「豆爾」と名乗る。21歳で襟替えし、各著名人のお座敷を務め、32歳の頃、出産を機にお座敷を退き、当時の師匠、四世井上八千代の許しを得て芸妓として都をどり、温習会等の舞踊公演に出演。また、置屋を開業し女将として後輩の育成に務め現在に至る。